# María Pi Ferrer
María Pi i Ferrer, también conocida como María Pi de Folch (Rosas, 27 de junio de 1884-Barcelona, 20 de noviembre de 1960) fue una maestra, activista política, conferenciante y escritora española.

## Trayectoria
Hija de María Ferrer y Berta (1856-1937) y del marinero Salvi Pi i Denclar (1855-antes de 1937). A pesar de haber nacido en Rosas, hasta los 18 años vivió en Sète (Occitania), donde estudió en la Escuela Nacional de la localidad. Luego estudió Magisterio y obtuvo el título de maestra de la III República francesa, y empezó a trabajar como institutriz.
En Cataluña, a los 20 años se casó con el político y escritor, Rafael Folch, con quien tuvo cuatro hijos: Albert, Frederic, Jordi y la más pequeña, María, más conocida como Núria. Pi perteneció a la Unió Socialista de Catalunya, fue miembro del Club Femenino y de Deportes de Barcelona y del Lyceum Club (Barcelona). También formó parte del Frente Único Femenino Esquerrista de Cataluña. Publicó en los periódicos de Esquerra Republicana, La Opinión y La Humanidad, y en las revistas Compañía y Justicia Social.
Puso sus conocimientos y experiencia en pedagogía al servicio de la defensa de la escuela pública para todos, utilizando los argumentos de los que estaban en contra y reformulándolos para justificar su propuesta, como quedó patente en varios artículos y en una conferencia en el Ateneo Barcelonés. Fue conferenciante, tanto en ámbitos intelectuales como en entornos más populares, dio charlas en diferentes pueblos de Cataluña, Pi aprovechó la plataforma que le brindaba el Lyceum Club de Barcelona para organizar en el Ateneo Polytechnicum un ciclo de conferencias de orientación política, que contó con su intervención en la clausura, a partir de las cuales reunió la obra Una visión femenina del momento presente, editada por el propio Lyceum Club y publicada en 1932, en el que expone los cinco dilemas que se planteaba la sociedad de los años 1930.
Interesada por la cuestión femenina, escribió en 1935 una decena de artículos en la revista Justicia Social, que se pueden considerar como ensayos de economía y política y pueden ser reconocidos como un hito inicial de la economía política de las mujeres. Pronto descubrió que «el derecho de la mujer a su total emancipación es, no solo pero sí ante todo, un problema de salarios». Pi también escribió El feminismo dentro de la obra de Concepció Arenal.
Mantuvo correspondencia y amistad con la escritora Anna Murià, mientras esta última estaba en el exilio. Su hija, Núria Folch, se casó con Joan Sales, el editor de Mercè Rodoreda, mientras que los hijos, Albert se dedicó a la medicina y otro fue ingeniero. Entre sus nietas se encuentran, Núria Sales, historiadora, y, Maria Bohigas Sales, editora y traductora.
Pi murió el 20 de noviembre de 1960 en Barcelona.

## Reconocimientos
Por iniciativa de la Comisión Memoria y Género de San Martín, formada por cuatro entidades de mujeres: la Associació Àmbar Prim, el Grup L'Amistat, el Grup de Dones del Foment Martinenc y la Associació de Televisió del Clot; se inició en 2016 una investigación sobre siete pedagogas y maestras para incluirlas en el Nomenclátor de Barcelona, aprobada en 2019 y con informe favorable definitivo en 2021; en el que se le dedicó a Pi, el 8 de marzo de 2022, los Jardines Maria Pi Ferrer, en el distrito de San Martín, entre las calles de Felip de Malla, Otranto y Ferrer Bassa.

## Obra
- 1932 - Una visión femenina del momento presente.[4]
- El feminismo dentro de la obra de Concepción Arenal.